# Куліга полінезійська
Куліга полінезійська (Prosobonia cancellata) — вимерлий вид сивкоподібних птахів родини баранцевих (Scolopacidae). Він вимер десь у першій половині 19 століття. Птах був ендеміком острова Кіритіматі на Кірибаті . Він відомий лише з однієї тогочасної ілюстрації Вільяма Вейда Елліса та опису Вільяма Андерсона, обидві зроблені під час третьої навколосвітньої подорожі під командуванням капітана Джеймса Кука, який відвідав атол між 24 грудня 1777 і 2 січня 1778.